# Billet de 100 francs congolais
Recto
Verso
Chronologie
Billet de 50FC Billet de 200FC
Le billet de 100 francs congolais est une coupure monétaire émise par la Banque centrale du Congo (BCC) en République démocratique du Congo (RDC). Représentant une petite dénomination dans le système monétaire congolais, il est conçu pour faciliter les transactions quotidiennes et les achats de faible valeur. Ce billet est emblématique, illustrant des symboles culturels et nationaux significatifs pour le pays.

## Historique
Le franc congolais a été réintroduit en RDC en 1997, remplaçant le zaïre, l’ancienne monnaie du pays. Depuis, le billet de 100 francs congolais a fait l'objet de plusieurs séries et designs, adaptés au contexte économique et aux mesures anti-contrefaçon. Chaque émission reflète des ajustements de design destinés à renforcer la sécurité et à améliorer la durabilité des billets en circulation,.

## Caractéristiques
Le billet de 100 francs congolais comporte généralement des éléments distinctifs qui symbolisent le patrimoine et l’identité de la RDC. Le design peut varier selon les séries, mais les caractéristiques principales sont les suivantes :
1. Recto : Le côté recto du billet présente souvent des portraits ou des symboles nationaux. Parmi les motifs populaires, on trouve des figures historiques ou culturelles, des éléments de faune et de flore locales, ainsi que des motifs tribaux ou artistiques qui reflètent l’identité culturelle de la RDC.
2. Verso : Le verso est souvent orné de paysages naturels, de scènes de la vie quotidienne ou d'infrastructures emblématiques du pays. Ces images visent à illustrer la richesse naturelle et culturelle du Congo, notamment sa biodiversité et ses ressources.

Les billets de 100 francs congolais actuels sont conçus avec des éléments de sécurité intégrés pour lutter contre la contrefaçon. Ces éléments incluent des fils de sécurité, des impressions en relief, et des motifs holographiques difficiles à reproduire.

## Utilisation et valeur
Dans le contexte économique de la RDC, le billet de 100 francs congolais est une petite dénomination qui sert principalement aux transactions de base. Bien qu’il ait une faible valeur par rapport aux monnaies internationales, il reste utile pour les transactions quotidiennes, surtout dans les zones rurales où l'accès à des devises plus élevées peut être limité.
Avec le taux de change fluctuant du franc congolais, l'inflation a parfois affecté la valeur réelle de cette coupure, réduisant son pouvoir d'achat. Toutefois, il conserve son importance dans la vie économique du pays, notamment pour les achats de biens de première nécessité et les services de proximité.

## Signification culturelle et économique
Le billet de 100 francs congolais n'est pas seulement un moyen de transaction ; il représente également l'identité nationale et la fierté culturelle de la RDC. Les choix de design rendent hommage aux traditions, aux paysages et aux aspirations du peuple congolais, faisant du billet un symbole de souveraineté.

### Diffusion
La Banque centrale du Congo émet régulièrement de nouvelles séries pour remplacer les anciennes, dans le but de maintenir la sécurité et la durabilité des billets en circulation. Les billets en francs congolais sont fabriqués avec des matériaux qui résistent à l’usure, bien qu'ils soient fréquemment échangés dans les conditions parfois difficiles du climat congolais.

### Impact économique et défis
En raison de la faible valeur du billet de 100 francs congolais, l'inflation réduit son utilité dans certaines transactions de la vie quotidienne. De plus, des défis économiques, tels que la fluctuation de la monnaie et la dévaluation, affectent sa pertinence et renforcent le besoin de billets de plus grande valeur.